# Zoë Wicomb
Zoë Wicomb (sinh ngày 23 tháng 11 năm 1948) là một tác giả và học giả người Nam Phi gốc Scotland sống ở Anh từ những năm 1970. Năm 2013, bà đã được trao giải thưởng văn học Windham Hồi Campbell khai mạc cho tiểu thuyết của mình.

## Tuổi thơ
Zoë Wicomb được sinh ra gần Vanrhynsdorp, Western Cape, Nam Phi. Lớn lên ở thị trấn nhỏ Namaqualand, cô đến Cape Town để học trung học và theo học Đại học Western Cape (được thành lập năm 1960 với tư cách là một trường đại học cho " Người da màu ").
Sau khi tốt nghiệp, bà rời Nam Phi vào năm 1970 đến Anh, nơi bà tiếp tục học tại Đại học Reading. Cô sống ở Nottingham và Glasgow và trở về Nam Phi vào năm 1990, để giảng dạy ba năm trong khoa tiếng Anh tại Đại học Western Cape. 

Từ năm 1994, Wicomb sống ở Glasgow, cho đến khi nghỉ hưu chức Giáo sư Viết văn sáng tạo tại Đại học Strathclyde năm 2009. Bà là giáo sư Extraordinaire tại Đại học Stellenbosch từ năm 2005 đến 2011. Hiện bà là Giáo sư danh dự tại Đại học Strathclyde.

## Sự nghiệp
Wicomb thu hút sự chú ý ở Nam Phi và quốc tế với cuốn sách đầu tiên của cô, một tập truyện ngắn liên quan đến nhau, Bạn không thể bị lạc ở Cape Town (1987), lấy bối cảnh thời kỳ phân biệt chủng tộc và một phần là tự truyện, vì nhân vật trung tâm là một người phụ nữ trẻ được giáo dục trong môi trường nói tiếng Anh trong một cộng đồng "da màu" nói tiếng Nam Phi ở Little Namaqualand, theo học Đại học Western Cape, rời Anh và viết một tập truyện ngắn. Tác phẩm này đã được so sánh với The Enigma of Destination của VS Naipaul.
Tác phẩm hư cấu thứ hai của Wicomb, tiểu thuyết David's Story (2000), được đặt một phần vào năm 1991 vào cuối thời kỳ phân biệt chủng tộc và khám phá vai trò của người da màu và phụ nữ trong cánh quân của ANC, và những thách thức của việc điều chỉnh theo thực tế của "Nam Phi mới". Bằng cách trình bày cuốn tiểu thuyết là tác phẩm của một trợ lý văn học tạo ra một câu chuyện kể về những phát ngôn rải rác của nhân vật trung tâm, David Dirkse, Wicomb đặt ra câu hỏi về cách viết lịch sử trong thời kỳ bất ổn chính trị, và bằng cách liên kết những câu chuyện của người Griqua Dirkse, từ một phần xuất thân (giống như Wicomb), nó phơi bày những nguy cơ của việc độc quyền dân tộc. Cuốn tiểu thuyết đã được nghiên cứu như một tác phẩm chính đối phó với giai đoạn chuyển tiếp ở Nam Phi cùng với Disgrace, bởi JM Coetzee và Bitter Fruit của Achmat Dangor.